# Cirene (figlia di Ipseo)
Cirene (in greco antico: Κυρήνη?, Kürḕnē) è un personaggio della mitologia greca ed eponima della città di Cirene e della Cirenaica.

## Genealogia
Figlia del re Lapita Ipseo (o di Peneo) e di Chlidanope, 
 da Apollo ebbe i figli Aristeo e Idmone.
Apollonio Rodio le aggiunge una sorella di nome Larissa ed un terzo figlio maschio di nome Autuchus.

## Mitologia
Figlia del re Ipseo dei Lapiti, era una principessa della Tessaglia e custodiva le mandrie del padre sul Monte Pelio. Era una cacciatrice abile con giavellotto e spada. 

Un giorno fu notata da Apollo mentre difendeva un gregge da un leone e lui se ne innamorò, così la rapì con il suo carro d'oro e la portò su una collina di mirti in Libia. Ebbero lì i loro figli e più tardi in quel luogo Apollo fondò la colonia greca di Cirene facendone di lei la regina della Cirenaica e trasformò lei in una ninfa affinché potesse avere una lunga vita e la possibilità di cacciare fin quando lo desiderasse.
A volte viene identificata con un'altra Cirene, madre di Diomede di Tracia da Ares.